# رزوق فرج رزوق
رزّوق فرج رزّوق (6 ديسمبر 1919 - 13 يناير 2003) شاعر وأستاذ جامعي عراقي. ولد في العشار في مدينة البصرة من عائلة أرمنية عراقية. مجاز في اللغة العربية من دار المعلّمين العالية في بغداد عام 1944 وحاصل على المجاسيتر من كليّة الآداب في الجامعة الأميركيّة في بيروت عام 1955، والدكتوراه في الأدب العربي من معهد الدراسات الشرقيّة والإفريقيّة في لندن عام 1963 وأستاذ في عدد من الجامعات العراقية. من دواوينه الشعرية وَجد 1955 والمسافر 1971 وكان لم ينشر شعره تجنباً عن الأوضاع السياسية العراقية. وله مؤلفات في الدراسات الأدبية.

## سيرته
ولد رزّوق فرج رزّوق في 6 ديسمبر 1919 في العشار بالبصرة من عائلة أرمنية كاثوليكية وهو ابن عم القاص والكاتب الأديب إدمون صبري رزوق وهم عائلة ترزيان.

حصل على ليسانس اللغة العربية بمرتبة الشرف من دار المعلمين العالية ببغداد 1944، وكان قد أسس فيها مع نازك الملائكة والسياب وعبد الجبار المطلبي، رابطة أدبية باسم إخوان عبقر وحصل على ماجستير الآداب من كلية الآداب بالجامعة الأمريكية ببيروت 1955، ودكتوراه الأدب العربي من معهد الدراسات الشرقية والإفريقية بلندن 1963.

عمل مدرساً ومديراً على الملاك الثانوي بوزارة التربية، فمدرساً ثم أستاذاً مساعداً ثم أستاذاً مشاركاً في كليتي الآداب والبنات بجامعة بغداد، فمحاضراً بالجامعة المستنصرية ومعهد البحوث والدراسات العربية ببغداد، فأستاذاً في كلية نقابة المعلمين الجامعية ببغداد. أُحيل على التقاعد 1984.

مارون عبود وعبد الكريم راضي جعفر في رسالته للدكتوراه كتبوا عنه.

له من أبناء باسل. 

توفي رزوق فرج في 13 يناير 2003.

## مؤلفاته
- وجد، ديوان شعر، 1955
- المسافر، ديوان شعر، 1971
- مئة قصيدة من الشعر الإنجليزي، اختيار وترجمة وتعريف، 1978
- إلياس أبو شبكه وشعره
- أبو عمرو الشيباني
- شعر أبي سعيد المخزومي
- روائع الكتب، بالاشتراك
- حقائق الاستشهاد للطغرائي، تحقيق
- نصوص مختارة من كتاب المعجم العربي، بالاشتراك
- بلاد الرافدين
- نازك الملائكة والتجربة الشعرية
- مكتبة كوبنهاكن الملكية ومخطوطاتها العربية

## وصلات خارجية
- في "أرشيف المجلات"